# Viber
Viber – komunikator oraz aplikacja do prowadzenia rozmów telefonicznych za pomocą technologii Voice over IP (VoIP) przeznaczona na smartfony oraz komputery, rozwijana przez Viber Media. Dodatkowo użytkownik może przesyłać zdjęcia, filmy oraz pliki audio. Program dostępny jest na wiele platform, m.in. Mac OS, Android, BlackBerry OS, iOS, Series 40, Symbian, Bada, Windows Phone, i Microsoft Windows. Wersja 64-bitowa na system Linux jest dostępna w dwóch repozytoriach: jako .deb (Debian i Ubuntu) i .rpm (Fedora i openSUSE). Viber korzysta zarówno z sieci operatorów komórkowych 3G/4G, jak i Wi-Fi. Viber posiada ponad 100 milionów aktywnych użytkowników miesięcznie z ponad 280 milionów użytkowników zarejestrowanych globalnie.

## Historia
Twórcami Vibera jest czterech izraelskich oraz białoruskich partnerów: Talmon Marco, Igor Magazinnik, Sani Maroli oraz Ofer Smocha. Marco występuje jako dyrektor generalny utworzonej spółki. Aplikacja została po raz pierwszy uruchomiona 2 grudnia 2010 roku w telefonach iPhone jako bezpośrednia konkurencja dla Skype. Wersja pre-release na system Android pojawiła się w maju 2011, ale jej dystrybucja ograniczyła się jedynie do 50 000 użytkowników. Wersja nielimitowana została wydana 19 lipca 2012 roku. Viber dla BlackBerry i Windows Phone pojawił się 8 maja 2012 roku. Zdobycie 90 milionów użytkowników zajęło aplikacji niecałe dwa lata i miało miejsce 24 lipca 2012 roku. W tym samym czasie uruchomiono nowe funkcje, tj. wysyłanie wiadomości grupowych oraz dołączenie usługi HD Voice do wersji na wszystkie obsługiwane systemy operacyjne.
Początkowo funkcja połączenia głosowego była dostępna jedynie dla użytkowników systemu Android oraz iOS z obietnicą, że zostanie ona dodana w kolejnej wersji aplikacji dla pozostałych systemów, bez wzmianki o Symbianie, Series 40 czy Blackberry OS. Limit ten wydaje się być spowodowany ograniczeniami leżącymi w braku wsparcia dla VoIP w zarówno systemu Blackberry OS, jak i Symbian.
22 września 2012 roku usługi połączeń głosowych w trybie HD quality oraz wiadomości grupowe zostały udostępnione dla użytkowników Windows Phone, ale zainstalowane wyłącznie na urządzeniach Nokii. Natomiast pozostali użytkownicy tego systemu dołączyli do tych usług 2 kwietnia 2013 roku.
24 lipca 2013 roku system wsparcia Viber’a został zniszczony przez Syryjską Armię Elektroniczną. Według przedstawicieli firmy żadne wrażliwe dane nie zostały przechwycone.
W sierpniu 2013 roku upubliczniono wersję beta Viber dla systemów Linux a rok później wersję finalną. Początkowo można było ściągnąć jedynie wersję 64-bitową.
13 lutego 2014 roku japońska firma Rakuten ogłosiła, że nabyła Viber za 900 milionów dolarów. Sprzedaż Viber’a wzbogaciła izraelską rodzinę Shabtai (Benny, jego brat Gilad oraz syn Gilada – Ofer) o 500 milionów dolarów za 55,2% udziałów w spółce.

## Bezpieczeństwo
4 listopada 2014 roku Viber zdobył 1 na 7 punktów w teście bezpieczeństwa wysyłanych wiadomości Electronic Frontier Foundation. Zdobyty punkt Viber otrzymał jedynie za szyfrowanie podczas przesyłu danych. Wiele utraconych punktów to konsekwencja braku szyfrowania komunikacji kluczami, do których operator nie ma dostępu (komunikaty nie są zaszyfrowane na całej swojej drodze), użytkownicy nie mogą weryfikować tożsamości osób z list kontaktowych, ostatnie wiadomości nie są bezpieczne, jeśli klucze szyfrowania zostały skradzione (czyli usługa nie spełnia warunku forward secrecy), kod nie jest ogólnie dostępny (nie jest open-source), projekt bezpieczeństwa nie jest odpowiednio udokumentowany, a także nie odbył się od dawna niezależny audyt bezpieczeństwa Komunikatory AIM, BlackBerry Messenger, Ebuddy XMS, Hushmail, Kik Messenger, Skype, oraz Yahoo Messenger otrzymały również 1 punkt na 7 możliwych. Natomiast darmowy OpenWhisper Systems, otwartoźródłowy TextSecure oraz Signal otrzymały 7 na 7 punktów w EFF Secure Messaging Scorecard, podobnie jak bezpłatne ChatSecure, Cryptocat, Pidgin z usługą Off-the-Record Messaging, a także komercyjny Silent Circle czy Telegram.

## Możliwości
Rzeczywiste możliwości aplikacji zależą od platformy, na której jest ona zainstalowana. Zazwyczaj to wersje na iOS oraz Androida w pierwszej kolejności wyposażane są w nowe funkcje, ale wynika to bezpośrednio z popularności obu systemów mobilnych. Viber umożliwia przesyłanie wiadomości tekstowych, obrazów, video na różne platformy, a także oferuje połączenia głosowe w takich systemach jak: iOS, Android, Windows Phone. Po zakończeniu instalacji tworzy konto użytkownika, używając do tego celu numeru sieci telefonii komórkowej jako nazwy użytkownika. Viber synchronizuje się z książką kontaktów aparatu. Od wszystkich użytkowników aplikacji wymagana jest autoryzacja poprzez wpisanie wysłanego w krótkiej wiadomości tekstowej przez Viber’a jednorazowego kodu uwierzytelniającego.
W grudniu 2013 Viber uruchomił oficjalnie usługę Viber Out, która pozwala na wykonywanie połączeń na telefony stacjonarne i komórkowe. Viber Out został pierwotnie wydany w listopadzie, aby ułatwić ofiarom tajfunu Haiyan na Filipinach łączność z najbliższymi.

## Firma
Firma założona w roku 2010 przez indywidualnych inwestorów, których Marco opisywał jako „rodzinę i przyjaciół”, początkowo nie generowała dochodów. Jej plan biznesowy zakłada handel w sieci „naklejkami” – integralną częścią komunikatora oraz związanymi z tym mikropłatnościami.
Viber Media jest spółką zarejestrowaną w Las Vegas i na Cyprze z centrami rozwojowymi zlokalizowanymi na Białorusi i w Izraelu. Firma została założona przez Marco i Magazinnik, którzy byli przyjaciółmi z czasów wojska, kiedy razem służyli w Izraelskich Siłach Zbrojnych. Zarządzana jest ona z Izraela, ale wiele z jej działów rozwojowych znajduje się na Białorusi, ze względu na niższe koszty pracy.
Marco i Magazinnik są również współtwórcami mediów P2P i klienta wymiany plików iMesh.
Firma przez 5 lat pomnożyła swoje aktywa ponad 30-krotnie i w 2015 roku była warta 900 milionów dolarów.